# Портрет Петра Андреевича Козена
«Портрет Петра Андреевича Козена» — картина Джорджа Доу и его мастерской, из Военной галереи Зимнего дворца.
Картина представляет собой погрудный портрет генерал-майора Петра Андреевича Козена из состава Военной галереи Зимнего дворца.
К началу Отечественной войны 1812 года полковник Козен командовал лейб-гвардии Конной артиллерией, участвовал во многих сражениях при отражении нашествия Наполеона, отличился в Бородинском сражении и в отражении атаки французов под Малоярославцем. Во время Заграничных походов 1813 и 1814 годов сражался в Саксонии и Силезии, за отличие в сражении под Бауценом был произведён в генерал-майоры. В 1814 году он сражался во Франции, отличился в сражениях при Арси-сюр-Обе и Фер-Шампенуазе.
Изображён в генеральском мундире гвардейской конной артиллерии, введённом в 1817 году. Слева на груди звезда ордена Св. Анны 1-й степени; на шее кресты орденов Св. Георгия 3-го класса, Св. Владимира 3-й степени и прусского Красного орла 2-й степени; по борту мундира кресты австрийского ордена Леопольда 2-й степени и баварского Военного ордена Максимилиана Иосифа 2-й степени; справа на груди серебряная медаль «В память Отечественной войны 1812 года» на Андреевской ленте и бронзовая дворянская медаль «В память Отечественной войны 1812 года» (художник забыл изобразить положенную этой медали Владимирскую ленту). Слева ниже эполета подпись художника и дата: painted from nature by Geo Dawe RA S. Petersbourg 1823. Подпись на раме: П. А. Козенъ 1й, Генералъ Маiоръ.
Несмотря на то, что 7 августа 1820 года Комитетом Главного штаба по аттестации Козен был включён в список «генералов, которых служба не принадлежит до рассмотрения Комитета», фактическое решение о написании его портрета было принято несколько ранее, поскольку уже 17 декабря 1819 года Доу был выплачен аванс, а оставшуюся часть гонорара он получил 20 июня 1820 года. Готовый портрет поступил в Эрмитаж 7 сентября 1825 года.